# 셈어군
셈어군은 함셈어족의 5개 어군 가운데 하나를 이루고 있다. 나머지 4개 어군은 이집트어군·베르베르어군·차드어군·쿠시어군이다.
셈어는 크게 동 셈어군과 서 셈어군으로 나누어지는데 히브리어는 아람어와 함께 서 셈어군 가운데 북서 셈어군에 속하며 그중에서도 가나안어에 속한다. 동 셈어군은 앗시리아어와 바벨론 언어가 있다.
아랍어는 아랍 지역의 공용어로 아프리카아시아어족 셈어족 서셈어군에 속하는 언어로 '페르시아어'와는 완전히 다른 언어이다.

## 같이 보기
- 셈어파